# 와타스 왕조
와타스 왕조(아랍어: الوطاسيون / al-waṭṭāsīyūn)은 15세기~16세기 모로코의 옛 왕조이다. 전신국가인 마린 왕조처럼 베르베르계 제나타 일파가 세운 국가였다.
마린과 와타스의 두 가문은 서로 밀접한 관계로서 마린 왕조 시기에도 와타스 가문에서 수많은 대신 (와지르)가 탄생하였다. 1459년 마린 왕조의 마지막 통치자였던 아부 무함마드 아브드 알하크가 와타스 가문을 탄압하고 처형에 나서자 반감을 품은 와타스 가문은 1465년 페스의 민중봉기에서 아브드 알하크가 살해된 것을 계기로 술탄의 권력을 장악하고 마린 왕조의 영토를 고스란히 다스리게 되었다.
와타스 왕조의 초대 술탄인 아부 아브드 알라 알셰이크 무함마드 이븐 야흐야는 지금의 모로코 북부 일대만 통치하였으며 모로코 남부는 여러 개의 공국으로 나뉘었다. 모로코 남부의 여러 세력은 1511년 타그마데르트를 기반으로 한 사드 왕조로 통일되었으며 남북의 두 왕조 간에 충돌이 이어졌다. 1554년 타들라 전투를 계기로 와타스 왕조는 멸망하고 사드 왕조로 통일된다.

## 역사
와타스 가문은 13세기 후반부터 타주타(지금의 나도르 인근)를 거점으로 자치권을 부여받아 리프 동부를 통치했다. 와타스 가문은 마린 왕조의 술탄과 긴밀한 관계를 맺었고 여러 고위관료를 배출했다. 마린 왕조가 포르투갈과 스페인의 침략을 물리치고 레콩키스타가 한창이던 그라나다 왕국의 오랜 생존에 힘을 보태는 사이 와타스 가문은 내부정치를 통해 절대권력을 구축하는 데 집중하고 있었다. 이를 인지한 마린 왕조는 와타스 가문을 몰살시켰으나, 홀로 살아남은 아부 아브드 알라 알셰이크 무함마드 이븐 야흐야의 일파가 마린 왕조를 정복시키고 페스 왕국을 건국, 본격적인 와타스 왕조의 시대를 열었다. 야흐야는 1504년 아들 무함마드 알부르투칼리에게 왕좌를 넘겨주었다.
베르베르계 와타스 왕조가 집권할 당시 모로코는 쇠퇴일로에 접어들고 있었다. 15세기~16세기 초 모로코는 경제와 정치, 사회문화에서 다양한 문제를 겪으며 장기간에 걸친 위기에 빠져들었다. 인구 증가는 정체되고, 포르투갈군이 모든 항구를 점령하며 남부와의 전통 해상무역이 차단됐다. 이는 각 도시의 경제적 몰락과 빈곤을 불러왔다.
와타스 왕조의 술탄들은 모로코를 외국의 침략으로부터 보호하겠다는 약속을 지키지 못했고, 포르투갈은 모로코 연안 지역에 대한 영향력을 더욱 키워나갔다. 아실라와 탕헤르의 경우 모하마드 알카이르의 아들의 주도로 세 차례 (1508년, 1511년, 1515년)에 걸쳐 탈환하려 하였으나 실패로 돌아갔다.
이후 모로코 남부에서도 신 왕조인 사드 왕조가 1524년 마라케시를 점령하고 수도로 삼았다. 1537년에는 아가디르에서 포르투갈군을 격파하며 우위를 점했다. 사드 왕조의 군사적 성과는 북방의 가톨릭 왕국에 대해 화친 정책을 펼쳤던 와타스 왕조와는 대조적이었으며, 모로코 백성들은 사드 왕조를 높이 평가했다.
이러한 민심을 바탕으로 사드 왕조는 탕헤르, 세우타, 마지젠 등 모로코 연안의 포르투갈 거점들을 수월하게 탈환할 수 있었다. 이어 와타스 왕조의 정복에도 나섰고 두 세력간의 충돌이 벌어졌다. 1554년 와타스 왕조가 다스리는 여러 도시가 항복한 사이 와타스 왕조의 술탄인 알리 아부 하순은 페스 탈환에 잠시 성공하였으나 머지않아 항복하였고, 사드 왕조는 알리 아부 하순을 처형시켜 모로코의 통일을 완수했다. 살아남은 와타스 왕가 일족들도 배를 타고 모로코에서 피신하려 하였으나 해적들에게 살해당하는 최후를 맞이했다.
와타스 왕조의 화폐는 금화 몇 종류와 정사각형 은화 디르함, 반절 크기의 은화 디르함이 있었다. 동전의 무게는 약 1.5g로, 기존 모로코에서 통용되던 무와히드 칼리파국의 화폐기준을 따른 것으로 알려져 있다.

## 역대 통치자

### 와지르
- 1420년~1448년: 아부 자카리야 야흐야 알와타시
- 1448년~1458년: 알리 이븐 유수프
- 1458년~1459년: 야흐야 이븐 아비 자카리야 야흐야

### 술탄
- 1472년~1504년: 아부 아브드 알라 알셰이크 무함마드 이븐 야흐야
- 1504년~1526년: 아부 아브드 알라 알부르투칼리 무함마드 이븐 무함마드
- 1526년~1526년: 아부 알하산 아부 하산 알리 이븐 무함마드
- 1526년~1545년: 아부 알아바스 아흐마드 이븐 무함마드
- 1545년~1547년: 나시르 앗딘 알카스리 무함마드 이븐 아흐마드
- 1547년~1549년: 아부 알아바스 아흐마드 이븐 무함마드
- 1554년~1554년: 아부 알 하산 아부 하순 알리 이븐 무함마드

## 연표
- 1479년: 알카소바스 조약 체결로 스페인이 와타스 술탄국을 포르투갈의 영향권으로 인정.
- 1485년: 스페인과 조약 체결. 와타스 술탄국은 그라나다 왕국을 돕지 않기로 하고, 스페인은 알보란해에서 모로코 선박을 접수하지 않기로 합의.
- 1488년: 포르투갈이 사피를 정복.
- 1491년: 그라나다 토후국의 무함마드 13세 (엘자갈)이 페스로 피신했으나 붙잡혀 맹인 신세가 됨.
- 1492년: 스페인에 무슬림과 유대인이 축출됨.
- 1497년: 스페인이 멜리야를 점령.
- 1502년: 포르투갈이 마자간을 점령.
- 1505년: 포르투갈이 아가디르를 점령.
- 1506년: 포르투갈이 모가도르를 점령.
- 1511년: 사드 왕조가 라바트를 점령.
- 1524년: 사드 왕조가 마라케시를 점령.
- 1541년: 사드 왕조가 아가디르를 점령.
- 1541년: 사드 왕조가 사피를 점령.
- 1542년: 하산 하심이 테투안을 점령.
- 1548년: 와타스 왕조 최후의 국왕이 사드 왕조에 포로로 붙잡힘.
- 1550년: 사드 왕조가 페스를 정복.

## 같이 보기
- 모로코의 군주